# Серакувек
Серакувек (пол. Sierakówek) — село в Польщі, у гміні Гостинін Ґостинінського повіту Мазовецького воєводства.
Населення — 301 особа (2011).
У 1975-1998 роках село належало до Плоцького воєводства.

## Демографія
Демографічна структура станом на 31 березня 2011 року:
|          | Загалом | Допрацездатний вік | Працездатний вік | Постпрацездатний вік |
| -------- | ------- | ------------------ | ---------------- | -------------------- |
| Чоловіки | 142     | 37                 | 87               | 18                   |
| Жінки    | 159     | 31                 | 91               | 37                   |
| Разом    | 301     | 68                 | 178              | 55                   |